# Покушение на Захара Прилепина
Покуше́ние на Заха́ра Приле́пина произошло 6 мая 2023 года в Нижегородской области. В результате взрыва автомобиля Прилепин был ранен, а его водитель-сослуживец Александр Шубин погиб на месте.

## Ход событий
6 мая 2023 года автомобиль марки Audi Q7 был взорван в посёлке Пионерский Нижегородской области. В результате взрыва машину перевернуло, а в земле образовалась полутораметровая воронка. Вместе с писателем в машине находился 27-летний Александр Шубин по прозвищу «Злой». С 2014 года он участвовал в войне на Донбассе на стороне самопровозглашённых республик, воюя в том числе в составе так называемого батальона Прилепина. После возвращения писателя из зоны боевых действий Шубин выполнял для него функции водителя, охранника и личного помощника. В результате взрыва он погиб на месте.
Прилепин, в свою очередь, был тяжело ранен. Консилиум врачей одной из больниц Нижнего Новгорода, куда он был доставлен, принял решение не транспортировать его в Москву. Прилепин был отправлен в реанимацию и введён в искусственную кому. 7 мая писатель был выведен из комы.

## Реакции
МИД РФ в своём заявлении назвало покушение на Захара Прилепина террористическим актом, который организовали украинские спецслужбы с ведома западных спецслужб; ведомство отметило отсутствие осуждения со стороны США, как саморазоблачение Вашингтона.
СБУ официально не подтвердила и не опровергла свою причастность к покушению.
Российский публицист Григорий Амнуэль отметил, что покушение на Захара Прилепина, как и убийство Дарьи Дугиной и Владлена Татарского, было направлено на идеологов войны, которые «олицетворяют собой правоэкстремистские националистические тенденции». По его мнению, покушения на тех, кто призывал к убийствам других, является закономерным итогом их деятельности.
25 марта 2024 года в ходе показанного в едином телемарафоне новостей интервью для ICTV глава СБУ Василий Малюк отказался прямо подтвердить причастность своего ведомства к покушению, однако намёком дал понять, что это действительно так.

## Расследование
Следственный комитет России квалифицировал произошедшее по статье о теракте. Уже 6 мая был задержан подозреваемый, который дал признательные показания. Согласно им, задержанный заложил две противотанковые мины на пути следования Прилепина, а затем активировал их дистанционно, после чего скрылся в лес.
По информации председателя СК РФ Александра Бастрыкина, подозреваемый в совершении покушения на Захара Прилепина действовал с сообщниками, чьи личности не установлены. Бастрыкин назвал происшедшее спецоперацией украинских спецслужб, хорошо продуманной, а также мощно интеграционно подготовленной. Также глава СК РФ заявил о найденном тайнике, где хранились боеприпасы и мины, которые использовались при совершении преступления.
Исполнитель теракта был задержан неподалёку от места преступления. По словам сотрудников полиции, при проверке документов тот начал путаться в ответах и говорить, что неподалеку у пруда «охотился на куропаток». Но никакого пруда в той местности не было, а при досмотре у задержанного нашли сразу три паспорта. Два из них, российский и украинский, были оформлены на Александра Пермякова, а третий — казахский – на другую фамилию.
Пермяков воспользовался помощью живущей в Санкт-Петербурге родной сестры Ирины Заядной, которая ни о чем не подозревала и разрешила брату пользоваться своей банковской картой для получения денег. Близким он сообщил, что приехал в Россию «на заработки». По словам сестры, он был ранее судим, в возрасте 15 лет был приговорён Дружковскогим городским судом Донецкой области к семи годам лишения свободы, освободился условно-досрочно в 2012 году.

30 сентября 2024 года Второй Западный окружной военный суд приговорил Александра Пермякова  к пожизненному заключению. Первые пять лет наказания он будет отбывать в тюрьме.